# Dichelhoplia javanica
Dichelhoplia javanica är en skalbaggsart som beskrevs av Blanchard 1850. Dichelhoplia javanica ingår i släktet Dichelhoplia och familjen Melolonthidae. Inga underarter finns listade i Catalogue of Life.